# Yaogu
Yaogu (chinesisch 腰鼓, Pinyin yāogǔ, „Hüfttrommel“, mit chinesisch gu, „Trommel“) ist eine in China gespielte zweifellige Fasstrommel mit aufgenagelten Membranen. Die Länge beträgt gewöhnlich etwa 35 cm. Am Korpus befinden sich zwei Metallringe, mit denen sie am Gürtel befestigt wird und an der Hüfte hängt. Sie wird mit in beiden Händen gehaltenen Holzschlägeln zur Begleitung von Tänzen angeschlagen. 
Der Hüfttrommeltanz (yaoguwu) aus dem Kreis Ansai in der Provinz Shaanxi (Ansai yaogu, 安塞腰鼓) steht auf der Liste des immateriellen Kulturerbes der Volksrepublik China.